# Geografía de Angola
Angola se encuentra en la costa Atlántica de África. Limita al norte con la República Democrática del Congo, al este con Zambia y al sur con Namibia. Separado del resto del territorio nacional por la salida al mar de la República Democrática del Congo, se encuentra el enclave de Cabinda, el cual limita al norte y al este con la República del Congo y al sur con la República Democrática del Congo. El país tiene aproximadamente la forma de un cuadrado de 1300 km de costa. La superficie total es de 1.246.700 kilómetros cuadrados conjuntamente con el enclave de Cabinda.

## Relieve
El país está conformado por una costa árida que se extiende desde Namibia hasta Luanda, una meseta interior húmeda, una sabana seca en el sur y sudeste y una selva en el norte y en Cabinda. El río Zambeze y varios afluentes del río Congo tienen sus nacientes en Angola. Dos tercios de la superficie del país están conformados por una meseta con una altitud que varía entre los 450 y 600 metros. La franja costera está templada por la corriente fría de Benguela, lo que da como resultado un clima semejante al de la costa de Perú o de Baja California. La costa es en su gran mayoría plana, con ocasionales acantilados de baja altura de roca sedimentaria de color rojo. Hay una bahía produnda en la costa llamada Bahía de los Tigres. Hacia el norte se encuentran Port Alexander, Little Fish Bay y Lobito Bay, mientras que las bahías superficiales son numerosas. Lobito Bay tiene aguas suficientes como para permitir la descarga de grandes barcos cerca de la costa.

### Llanura costera
la costa de Angola, al oeste del país, está recorrida por una estrecha franja costera cuya anchura varía desde los 25 km en torno a la ciudad de Benguela, en el inicio del tercio sur de la costa, a los 150 km de anchura al sur de Luanda, en el inicio del tercio norte de la costa, en el valle del río Cuanza. La corriente fría de Benguela, que fluye hacia el norte hace que la costa sea predominantemente seca y cubierta de matorrales en las secciones centro y norte. En la sección sur, por debajo de Benguela, el clima es más seco y los matorrales dejan paso a las dunas. Esta región es la extensión septentrional del desierto del Namib, que es a su vez, la extensión costera del desierto de Kalahari.

### Montañas y meseta central
La llanura costera da paso a una serie de sierras y colinas dispersas que se extienden por la parte occidental del país, paralelas a la costa. El río Cuanza divide la región montañosa en una parte septentrional con elevaciones entre 500 y 1.800 m, y una parte sur con elevaciones que sobrepasan los 2400 m. Las montañas se extienden hacia Namibia. Destaca la serra da Chela, que se alza 2300 m desde la llanura costera en el sur del país y que es parte del Gran Escarpe sudafricano que separa el desierto costero del Namib de la meseta de Huíla. Al oeste forma algunos inselbergs remanentes de la meseta que antiguamente era más extensa. La sierra de Chela, de 200 millones de años, formaba parte del supercontinente Pangea y está en el límite de las placas que se separaron para formar América.
Al este y centro del país se encuentra una zona de tierras altas formadas por mesetas onduladas que ocupan la mayor parte del territorio y que se inclinan hacia el interior de África. Su elevación oscila entre 1200 y 1800 m. Algunas mesetas son más altas, como la meseta de Humpata en la provincia de Huila, a la que se accede por el collado de 1.845 m que sobrepasa la serra da Leba, al oeste de Lubango, al sur del país. En el extremo norte del país, en la provincia interior de Uíge, fronteriza con la República democrática del Congo, se encuentran las sierras de Canda, que separa las cuencas de los ríos Loge y Kwango, y Canganza, que separa las cuencas de los ríos Zadi y Cuílo.
En el centro del país se encuentra la meseta central de Angola o meseta de Bié, entre 1.500 y 1.800 m, que culmina en el Morro do Moco, de 2.620 m. Aquí nacen varios grandes ríos que viajan hacia el este o el sur, el río Cunene, el río Cuanza, el río Zambeze, el río Okavango y el río Kwango, afluente del río Congo, como también el río Kasai. En el límite occidental de esta meseta se halla el escarpe de Tundavala.

## Hidrografía

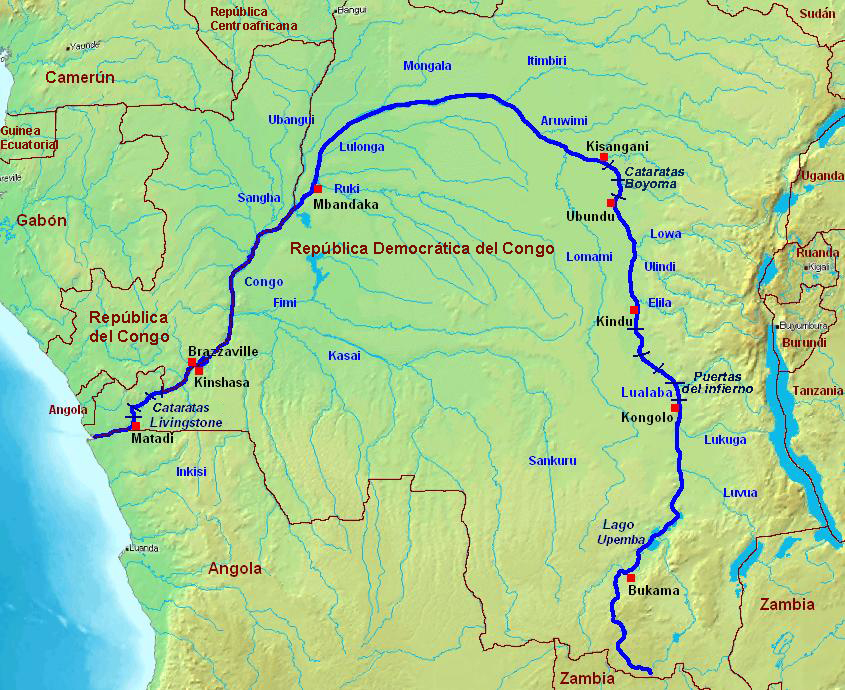
Cuenca del río Congo.

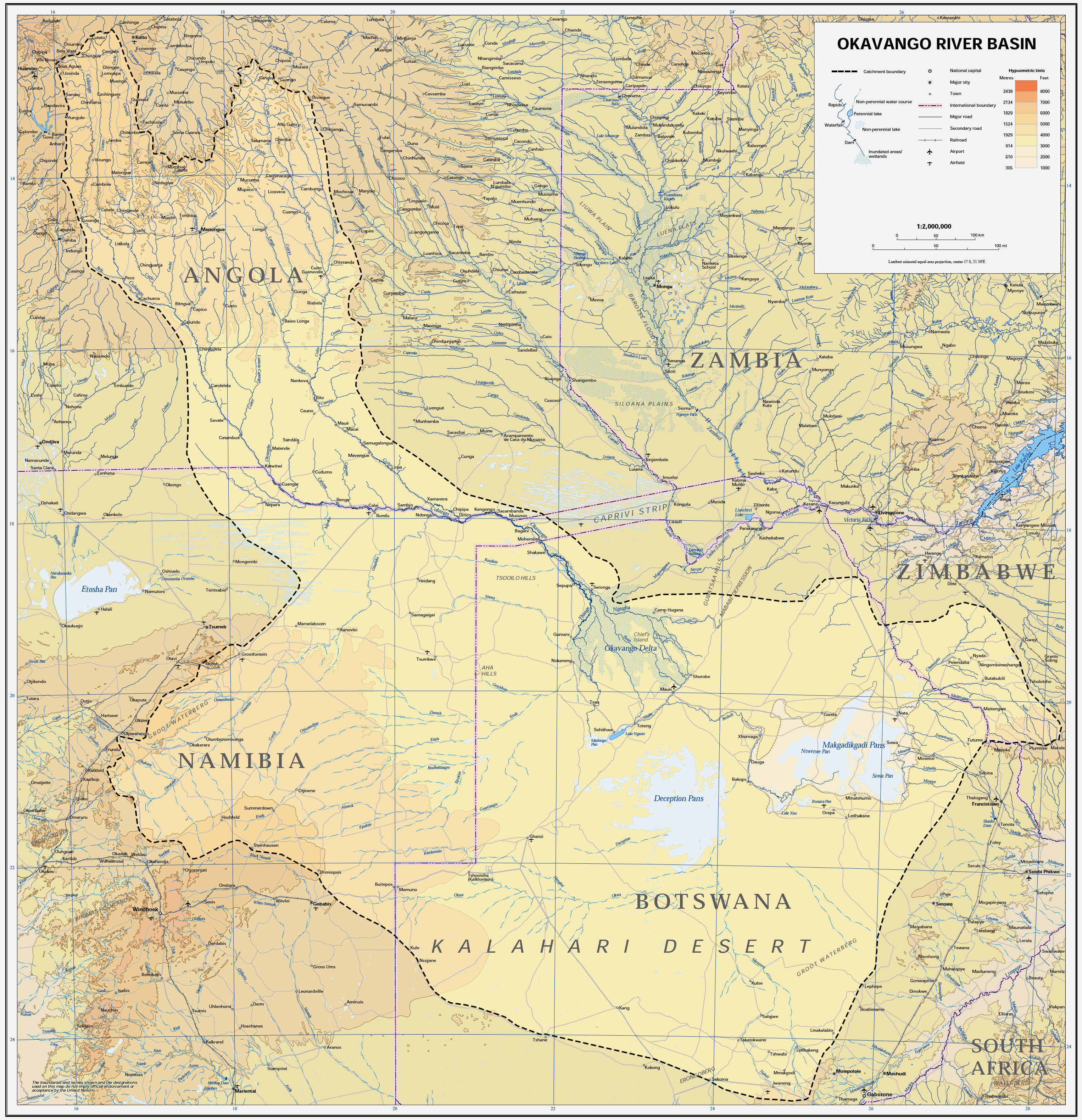
Cuenca del río Cubango.

La meseta angoleña constituye un importante centro de recepeción y dispersión de aguas, así tanto el río Zambeze como varios afluentes del río Congo tienen sus nacientes en Angola.

Principales ríos de Angola.

Hacia el norte discurren los ríos Cuango, Cuílo, Cuangue, Cassai, todos afluentes del Congo.
El río Kwang (Cuango en Angola) es afluente del río Kasai cerca de la ciudad de Bandundu y, con una longitud de 1100 km, discurre por Angola y la República Democrática del Congo, formando frontera entre ambos países.
El río Kasai  (Cassai en Angola) también es fronterizo y se desemboca en el Congo en la localidad de Kwamouth.
Hacia el este se dirigen los afluentes del río Zambeze.
Los ríos con dirección hacia el sur, como el Cubango y el Cuíto, desembocan en la depresión interior de Ngami, también conocida como del Okavango, al norte de Botsuana.
Los principales ríos de la vertiente Atlántica son el Cunene, uno de los pocos ríos perennes en la región, cuyo tramo final sirve de frontera con Namibia, y el Cuanza, que desemboca al sur de Luanda y ofrece grandes posibilidades como fuente de energía eléctrica y cauce de navegación.

## Clima

Mapa de Köppen de climas de Angola. En azul, tropical de sabana; en rojo, desierto árido; en calabaza, estepa árida; en verde oscuro, templado con inviernos secos y veranos suaves, y en verde claro, templado con inviernos secos (mayo-agosto), y veranos cálidos.

Existe una estación de lluvias corta, que va de febrero a abril. Los veranos son calientes y secos, los inviernos son templados. Las tierras altas del interior tienen un clima suave con una estación de lluvias de noviembre a abril, seguida por una estación seca, más fría, de mayo a octubre. Las altitudes varían, en general, entre los 1000 y los 2000 metros. Las regiones del norte y Cabinda tienen lluvias a lo largo de casi todo el año.
En el norte del país, donde la meseta desciende de 1000 m, y en el enclave de Cabinda, el clima es tropical, se superan los 1000 mm, con una estación de lluvias entre mediados de octubre y mayo al oeste de M'banza-Kongo y de mediados de septiembre a abril al este. En M'banza-Kongo, a 400 m de altitud, caen 1.205 mm, con más de 100 mm entre noviembre y mayo, 200 mm en noviembre y 250 mm en abril, y prácticamente nada entre junio y septiembre. Las temperaturas oscilan entre los 16 y 25.oC de julio, la época seca, y los 31-30.oC entre febrero y abril.
En la costa, al sur de Cabinda, el clima es desértico y templado en el sur, semidesértico en el centro y semiárido en el norte, donde se superan los 500 mm. Aunque llueve poco, las nieblas y los cielos cubiertos son frecuentes, como en Namibia, debido a la corriente de Benguela, cuyas aguas frías hacen condensar la humedad del aire en época seca, mientras que en época de lluvias, al norte, dominan los cielos nubosos. Las temperaturas medias son más altas en el norte. En Luanda, en la parte central, caen 375 mm anuales, con un pico de más de 100 mm en marzo y abril, muy poca lluvia el resto del año, y nada entre junio y septiembre. Las temperaturas oscilan entre 13 y 23.oC en agosto, y 23 y 30.oC en época de lluvias, entre febrero y abril. La temperatura del mar oscila entre los 22.oC de agosto y los 28.oC de febrero-abril. En el sur de la costa, hace más frío, en la población de Namibe, en julio las temperaturas oscilan entre 13 y 20.oC, y en abril entre 18 y 27.oC. Las lluvias son muy escasas, no llegan a 50 mm anuales, con un máximo de 16 mm en marzo.
En las mesetas, con alturas entre 1.200 y 1.800 m, las lluvias oscilan entre los 1.200 y 1.600 mm en el centro y norte, y menos de 1000 mm en el sur. El periodo de lluvias empieza con el paso del sol por encima del país hacia el sur, y termina cuando vuelve hacia el norte. En la parte norte del país esto sucede entre septiembre y marzo, y en el sur, más cerca del trópico de Capricornio, el periodo es más corto, entre diciembre y febrero, siempre en pleno verano. En Huambo, en el centro de la meseta, caen 1.365 mm, con más de 200 mm entre noviembre y marzo y nada entre junio y agosto. Temperaturas entre 8 y 25.oC en agosto y 14 y 25.oC en época de lluvias, el verano austral. En el sur de la meseta, en Ondjiva, las lluvias se reducen a la mitad, solo 620 mm, con sequía entre mayo y octubre.

## Ciudades principales
- Amboim (Porto Amboim)
- Bailundo (Vila Teixeira da Silva)
- Benguela (São Felipe de Benguella) - puerto y ferrocarril
- Caála (Vila Robert Williams)
- Calandula (Duque de Bragança)
- Camacupa (Vila General Machado)
- Chibia (Vila João de Almeida)
- Ganda (Vila Mariano Machado)
- Huambo (Nova Lisboa) - ferrocarril
- Kuito (Silva Porto)
- Kuvango (Vila da Ponte)
- Lubango (Sá da Bandeira)
- Luena (Vila Luso)
- Massango (Forte República)
- Mbanza Congo (São Salvador do Congo)
- Menongue (Serpa Pinto) - ferrocarril
- Namibe (Moçâmedes) - puerto y ferrocarril
- N'Dalatando (Vila Salazar) - ferrocarril
- N'Giva (Vila Pereira d'Eça)
- Saurimo (Vila Henrique de Carvalho)
- Soyo (Santo António do Zaire)
- Sumbe (Novo Redondo)
- Tombua (Porto Alexandre)
- Uíje (Carmona)

## Áreas protegidas

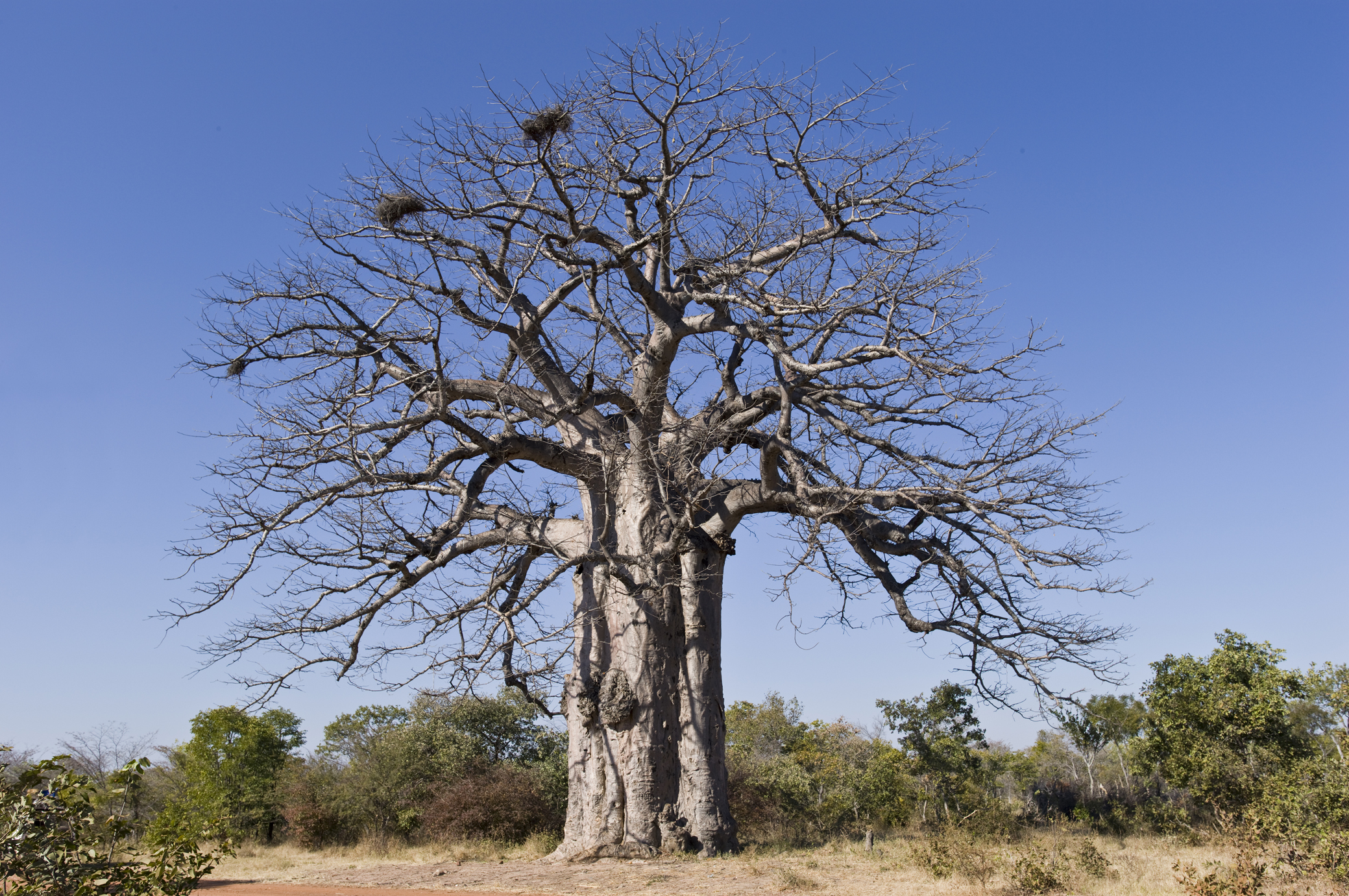
Baobab en el parque nacional de Iona

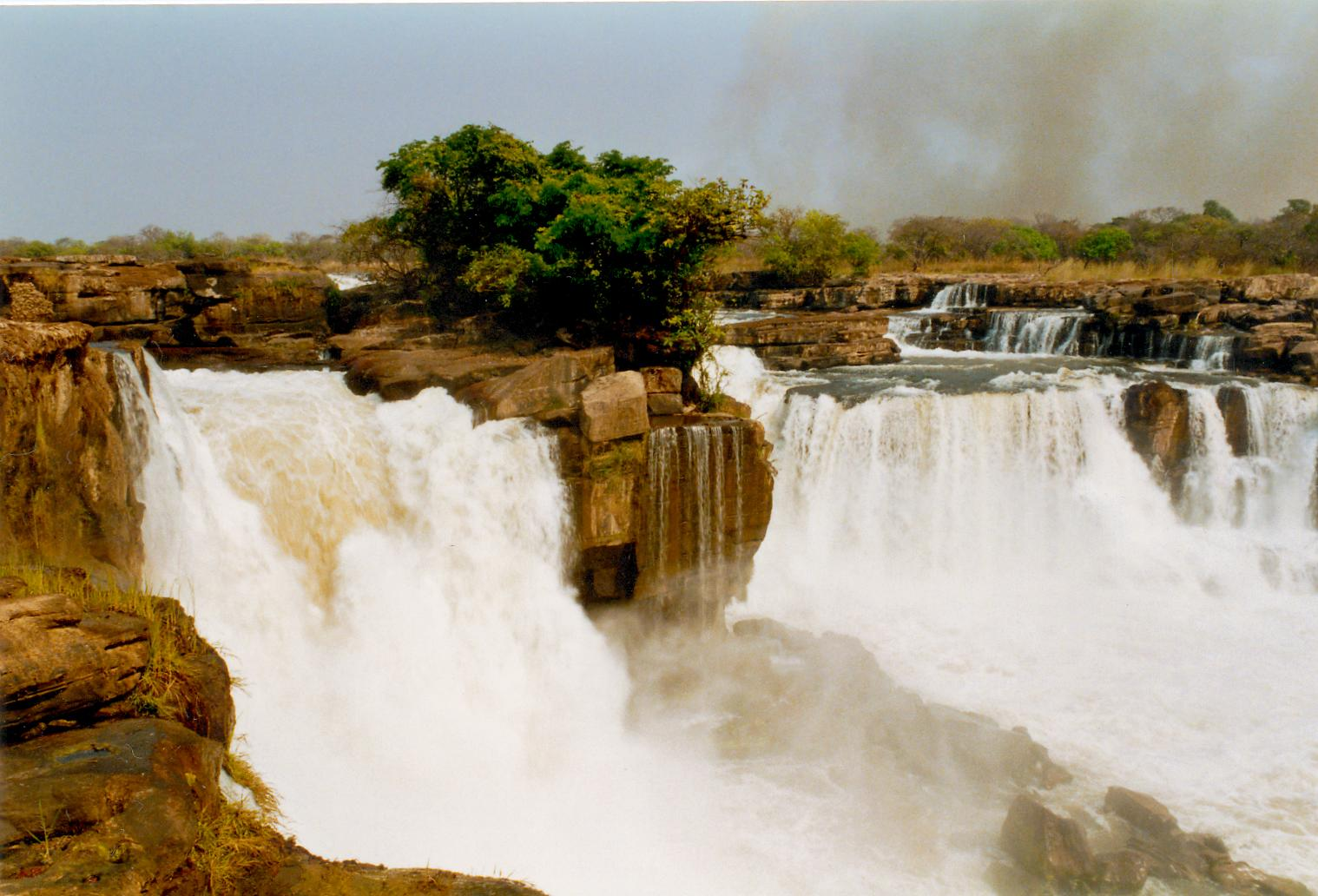
Cataratas Tazua en el río Okavango, en Angola, en una zona rica en diamantes.

Según la IUCN, en Ángola hay 14 áreas protegidas que ocupan 87.507 km², el 6,97% del territorio, además de 24 km² de áreas marinas, una parte ínfima de los 493.753 km² que le corresponden. De estas, 8 son parques nacionales, 3 son reservas parciales, 2 son reservas naturales integrales y 1 es un parque natural regional.

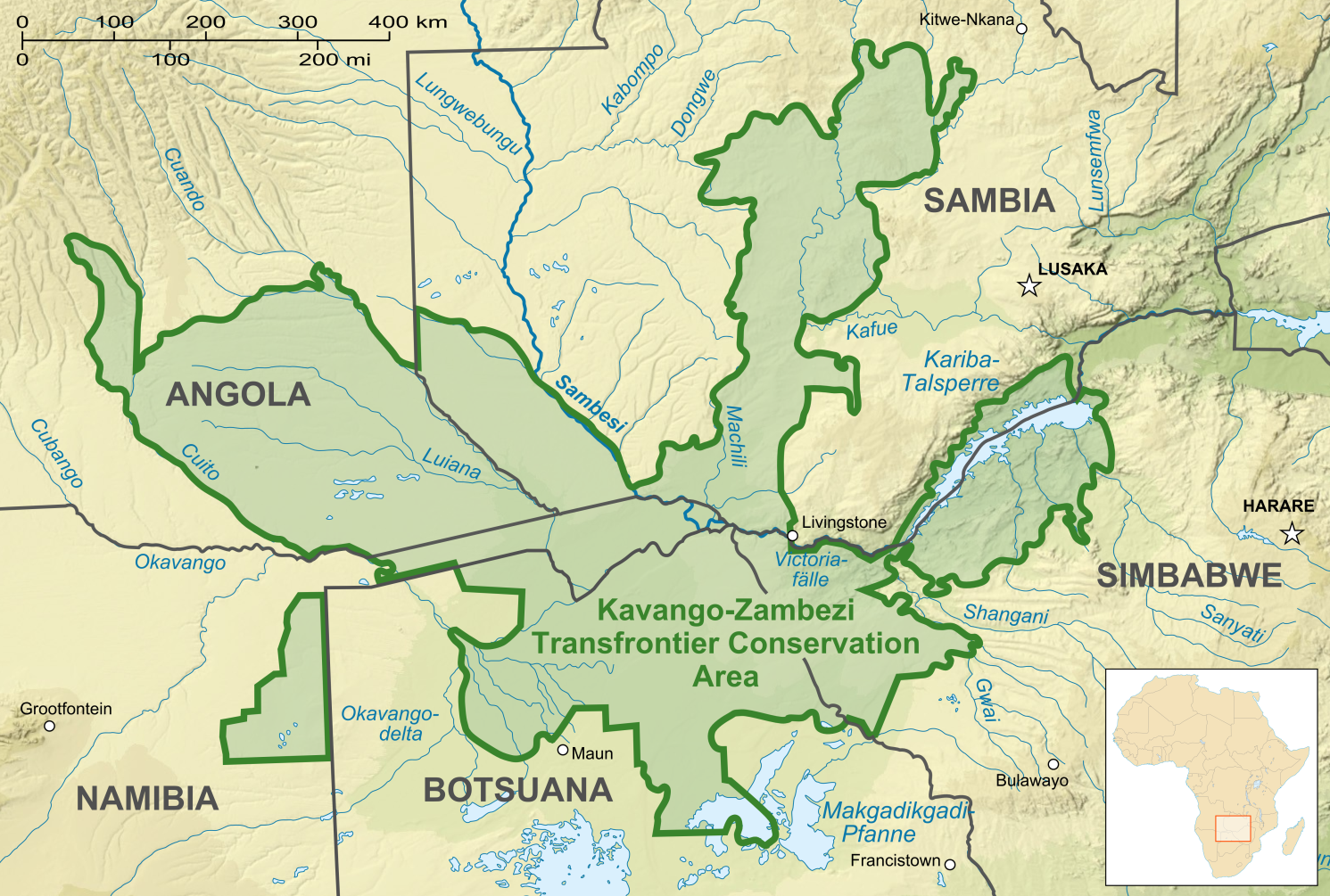
Área de protección transfronteriza Okavango-Zambeze

- Parque nacional de Iona, 15.150 km², bioma árido del sudoeste del país. Litoral marítimo de 150 km con golfos y estuarios alcalinos. Desierto litoral con dunas que ocupan unos 5000 km², continuación hacia el norte del desierto del Namib. Grandes superficies dominadas por los pedregales, desprovistas de vegetación o con muy escasa vegetación. Estepas costeras de ciclo vegetativo efímero en las que destacan las formaciones de Welwitschia mirabilis y escarpadas montañas desnudas. Limitada al norte por el río Curoca, al sur por el río Cunene, frontera con Namibia y al este por el río dos Elefantes. Entre la fauna, gacela saltarina de El Cabo o springbok, orix, gallina de Guinea, cebras y avestruces.[7]
- Parque nacional del Bicuar, 7.900 km²
- Parque nacional de Cameia, 14.450 km²
- Parque nacional de Cangandala, 630 km², floresta abierta de miombo, con el fin de proteger el antílope sable gigante y una porción de Brachystegia de alto valor ecológico.[8]
- Parque nacional de Kissama, 9.600 km². Al sur de Luanda. Región fitogeográfica del Zambeze, que ocupa la mayor parte de Angola, dominada por Acacia, Sterculia, Adansonia, Euphorbia y Commiphora. Elefantes, hipopótamos, manatíes y antílope sable, entre otros. Posee 120 km de costa, entre la boca del río Cuanza y la hoz del río Longa. Tortugas marinas.
- Parque nacional de Mupa
- Parque nacional de Luengue-Luiana, 22.610 km², provincia de Kuando Kubango, sudeste, dentro del Área de conservación Kavango-Zambeze, transfronteriza. Floresta densa seca, sabana con arbustos y árboles en el nordeste, en el sudeste se halla la Reserva parcial de Luiana, que posee maderas preciosas.
- Parque nacional de Mavinga, 5.950 km². Planicies extensas y onduladas, sabana de arbustos y retazos de bosque de miombo. Guepardos, leones, hienas, leopardo, rinoceronte, cebra, hipopótamos, antílopes, impalas, búfalos, etc. Al norte del Área de conservación Kavango-Zambeze, en el sudeste del país.

- Reserva parcial de Búfalo, 400 km², a 30 km de Benguela.
- Reserva parcial de Namibe, en la costa sudoeste, 4.450 km². Zona desértica, dunas y estrechas llanuras y agrestes montañas. Vegetación esteparia con sabana, Elefantes, oryx, rinoceronte negro.
- Reserva natural integral do Ilhéu dos Pássaros, 2 km². El islote tiene 1,7 km², al sudoeste de Luanda. Sufre inundaciones periódicas y la vegetación predominante son manglares. En junio y agosto, la temperatura media es de 20.oC, en marzo, el mes más cálido y lluvioso, de 27.oC. Las precipitaciones son de 450 mm anuales. Apenas hay mamíferos, pero abundan las aves, sobre todo garzas, ibis y otras aves acuáticas.
- Reserva natural integral de Luando, 8.280 km², centro norte el país, poblada casi enteramente por el bioma del miombo.[9][10]
- Parque natural regional de Chimalavera, 100 km².[11]
- Área de conservación Kavango-Zambeze, parque transfronterizo de 520.000 km² en las cuencas de los ríos Okavango y Zambeze que abarca cinco países: Angola, Botsuana, Namibia, Zambia y Zimbabue.

## Población y etnias de Angola

Grupos étnicos de Angola en 1970

Pirámide de población en Angola en 2016

La población estimada de Angola en 2021 era de 34 a 35,5 millones de habitantes, con una media de edad de poco más de 16 años (en España es de 44 años), casi la mitad de la población (48 %) con menos de 14 años y un incremento anual del 3,3 %, un primer hijo a la 19-20 años y una media de 6 hijos por mujer, con una esperanza de vida de 62,2 años.
En Angola conviven más de 50 etnias africanas, además de una población considerable de origen portugués (unos 2 millones), unos 50.000 chinos y unos pocos miles de británicos, franceses, afrikáner, españoles (unos 15.000) y caboverdianos. La lengua oficial es el portugués, hablada por el 72 % de la población. Le siguen el umbundu (23%), el kikongo (8,2%), el kimbundu (7,8%), el chokwe (6,5%), el nyaneca (3,4%), el nganguela o luchazi (3,1%), el fiote (2,4%), el kuanyama (2,3%), el muhumbi (2,1%), el luvale (1%) y otros, un 3,6%. El 41 % son católicos y el 38 % son protestantes.
Entre las etnias más importantes, destacan los ovimbundu (cuya lengua es el umbundu, que constituyen el 37% de la población angoleña, seguidos de los kimbundu (25%), bakongo (13%), mestizos (mezcla de europeos y nativos africanos) (2%), europeos (1%) y otros (22%).
Entre los grupos minoritarios figuran los ovambo, los bolo o haka (que hablan kimbundu), los chokwe, los dhimba, los gciriku, los keikum, los herero, los holu, los hungu, los !Kung, los kuvale, los kwandu, los xun, los lali, los lingala, los lozi, los luba, los luchazi, los luimbi, los lunda, los luvale, los luyana, los lualva, los masi, los mbangala, los mbukushu, los mbunda, los mbwela, los mpinda, los ndombe, los ngandyera, los ngendelengo, los nkangala, los ngangela, los pigmeos (unos 24.000 del grupo bakwe), los sama, los simaa, los songo o nsongo, los suku, los bosquimanos vasekela, los yaka, los yauma y los yombe.